# Croton thurifer
Croton thurifer är en törelväxtart som beskrevs av Carl Sigismund Kunth. Croton thurifer ingår i släktet Croton och familjen törelväxter. Inga underarter finns listade i Catalogue of Life.